# Ari, Abruzzo
Ari är en ort och kommun i provinsen Chieti i regionen Abruzzo i Italien. Kommunen hade 1 142 invånare (2018).